# YouTuber

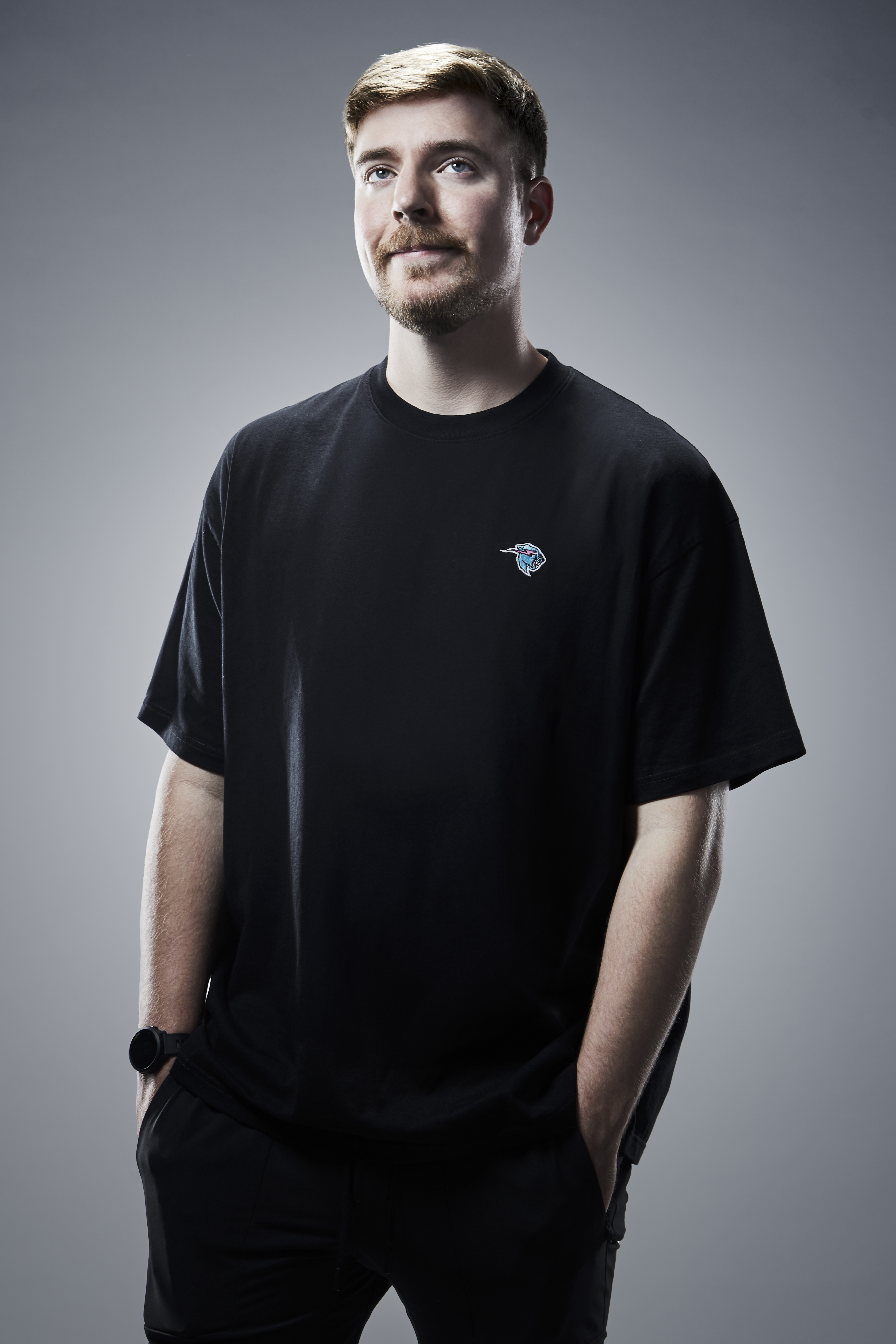
世界一の登録者をもつMrBeast

YouTuber（ユーチューバー、英語: YouTube Creator、YouTube Personality、YouTube Star、YouTube Celebrity）は、動画共有サイトYouTube上で自主制作の動画作品を継続的に公開している個人および組織を意味する語。

## パートナープログラムによる収益化
YouTube に動画を投稿することは、それを生業とすることと同義ではないが、多くの有名な YouTuber は投稿した動画から収益を上げている。それを可能にするのはYouTubeパートナープログラムである。
2007年5月ごろにYouTubeが閲覧数の多いユーザーにYouTubeパートナープログラムへの参加を勧誘したことが始まりとされる。当初は商業コンテンツ供給者だけに勧められたものであった。のちにビデオ画面隣側への広告掲載を条件にユーザーが利益を得ることが可能となり、2011年4月にはパートナープログラムを一般ユーザーにも開放。より多くのユーザーが利用できるようになり、YouTubeの広告で収入を得る人物も現れた。
なお、2017年4月から総再生回数が100万回以上でないとパートナープログラムへの参加が認められなくなったが、2018年2月からはさらに過去12か月間の総再生時間が4,000時間以上、かつチャンネル登録者数が1,000人以上とより厳しい条件に引き上げられた。加えてコミュニティの著作権侵害、スパムなどの監視が強化され、ポリシーに準拠していることの評価が厳格化されるようになった。2023年2月からはショート動画でも広告収入が受け取れるようになった。現在は、チャンネル登録者数が500人以上かつ有効な公開動画の総再生時間が直近の12か月間で3,000時間以上の双方を満たすことでメンバーシップやSuper Chatの機能が開放される。広告収入を得る条件は、チャンネル登録者数が1,000人以上、かつ有効な公開動画の総再生時間が直近の12か月間で4,000時間以上または有効な公開ショート動画の視聴回数が直近の90日間で1,000万回以上である。
このプログラムを利用する前提で芸能界から YouTube市場に参入する者もいる。

## チャンネル収益化状況
ドイツのオッフェンブルク大学のマティアス・バルトル教授の調査によると、「広告収入で生計を立てることを企てるユーチューバーの96.5%が平均的なアメリカの貧困ラインを下回る収入しか得られない。再生回数が上位3%の人気ユーチューバーは1か月の再生回数が140万回を超えるが、それでも平均年収は1万6,800ドルであり、アメリカの貧困ライン収入1万2,140ドルをかろうじて上回る程度だ」としている。ノースカロライナ大学のアリス・マーウィック氏は「ケーブルテレビでレギュラー出演の仕事を得ているのならいい稼ぎになるが、YouTubeに出演してもそうはならない。YouTubeで50万人のチャンネル登録者を持つことができたとしてもスターバックスコーヒーなどで働かざるを得ないでしょう」と指摘した。
YouTuberの最も基本的な収益手段はいわゆる広告収入であるが、YouTubeの広告収入のアルゴリズムは常に変化しており詳細は公表されていない。バルトル教授は再生回数1,000回につき1ドル程度と算出しているが、インフルエンサーマーケティングの調査会社であるヒューゴ・オブ・エージェンシーのハリー・ヒューゴによると収入は一定ではなく、再生回数1,000回につき35セントや、5ドルの場合もあるという。
広告収入（アドバタイジングレベニュー）以外の収益手段としては「チャンネルメンバーシップ」「スーパーチャット」「スーパーステッカー」「スーパーサンクス」といった四通りのデジタルアイテムがある。これらによって広告表示のための再生回数の多さだけに捉われず、よりニッチでコアなファンコミュニティの形成による自由でクリエイティブなプライベートプロフィット環境の実現も後押しされている。
- チャンネルメンバーシップ - 月額メンバーシップ購入者に会員限定動画、早期視聴、会員限定ライブ配信、会員専用ライブチャット、ライブチャットでの各種表示特権、コミュニティタブでの各種特権、会員限定デジタルコンテンツ、グッズショップでの割引コードなどを提供できる[11]。
- スーパーチャット - 2017年1月開始。ライブ配信チャットでの投稿コメント付帯の寄付機能[12]。
- スーパーステッカー - 2019年11月開始。ライブ配信チャットでの専用アニメーション画像付帯の寄付機能[12]。ライブのムードメーカーになって配信者とのシンパシーをより育める。
- スーパーサンクス - 2021年7月開始。公開動画への拍手付帯の寄付機能[13]。よりリーズナブルな収益性が見込まれている。

## チャンネル視聴傾向
YouTube内での再生回数の割合
YouTube開始当初の2006年では、上位3%の人気ユーチューバーが全再生回数の62%を占めていたものが、2016年には90%に増加しており、2016年以降に活動を始めた新人ユーチューバーの85%は1か月の再生回数が最大485回程度しかなく、市場は人気ユーチューバーの寡占化がさらに進行しているという。つまり、YouTuberの市場というのは（10年以上前などに参入した古株YouTuberらに有利な構造になっており）古株で上位の人気YouTuber同士が競いあっている世界であり、後発のYouTuberが参入しても昇格が難しい寡占状態（寡占市場）と見てよい。YouTuberとして始めた人たちの多くはハリウッド俳優を目指す人たちのように一握りの人だけが成功し、ほとんどの人々は、願いかなわず散っていくことが半ば通例化している。
2019年6月5日、インターネット上のビデオや音楽分析プラットフォームである分析会社Pexは、公開されたYouTubeコンテンツを分析した結果、10万回以上再生される動画は全体の0.64%ほどにしか過ぎず、それがYouTube全体の再生数の81.6%を占めていることを明らかにした。Pexは他にもYouTubeで10億回以上再生された動画の大部分が音楽コンテンツであり、YouTubeの全コンテンツのうち音楽コンテンツは5%ほどしか占めていないが、すべての再生回数のうち20%を占めていることも示した。
YouTube収益化の基準は、チャンネル登録者1,000人以上が1つの条件となっているが、2018年9月19日に三菱UFJリサーチ&コンサルティングが発表した「口コミサイト・インフルエンサーマーケティングの動向整理」によると、2015年から2017年まで国内で1万人以上の登録者数を持つYouTubeチャンネルは毎年150%以上増加し2017年は4,063件に達した。そのうち、100万人以上の登録者数をもつチャンネルは63件である。また、YouTube広報によると2017年と比較して2018年にはチャンネル登録者数10万人を超えたクリエイターの比率は40%増えているとしている。

## マルチチャンネルネットワーク（MCN）
企業が人気のあるYouTuberに対し、商品の宣伝動画の制作を依頼するといったタイアップの例も増加傾向している。そのような動画制作の仲介サービスを手がけるマルチチャンネルネットワークも存在する。複数のYouTubeチャンネルと提携し、サービス・プログラムの作成・資金・相互プロモーション・パートナー管理・デジタル著作権管理・収益受け取り/販売・視聴者の獲得などの面で支援をする。

## YouTubeクリエイターアワード
YouTubeでは、一定の登録者数を有しており、不正と違反警告のない配信基準を満たしているチャンネルに対して表彰が行われている。チャンネルに対しての表彰であるため、複数の表彰を受けるユーチューバーも存在する。表彰基準に達するとノミネート者が使用している「Creator Studio」にYouTube側から通知が送られ、それに対してノミネート者の宛先を提出することで表彰記念品が贈与される。日本ではキッズライン、せんももあいしーCh、HIKAKIN TV、はじめしゃちょー、じゅんや、さがわの計5チャンネルが「ダイアモンドクリエイターアワード」を受賞している（2022年8月現在）。
クリエイター特典レベル（Creator Benefit Levels）
- グラファイト（登録者数100人 - ） - チャンネルURL名の設定資格を得る。コミュニティ機能を得る。
- オパール（1000人 - ） - YouTubeパートナープログラム（収益化）利用資格の最低条件。
- ブロンズ（1万人 - ） - 世界各地にあるYouTubeスペースの利用資格を得る。

クリエイター表彰マイルストーン（The Creator Award Milestones）
- シルバー（10万人 - ） - 再生ボタンを模った銀の盾が贈られる。パートナーマネージャーがつく。
- ゴールド（100万人 - ） - 金の盾が贈られる。
- ダイヤモンド（1000万人 - ） - ダイヤの盾が贈られる。（日本人該当者数名）
- ルビー（5000万人 - ） - カスタムアワードとも。配信者専用の特注トロフィーが贈られる。（日本人該当者は無し）
- レッドダイヤモンド（1億人 -  ） - 赤ダイヤの盾が贈られる。（2021年8月現在世界で6名達成。日本人該当者は無し）

## YouTubeスペース
YouTubeスペースは、ブロンズ以上の特典資格を持つYouTuberに対して開かれた創造空間施設である。さまざまな撮影用機材と演出ステージを揃えたプロダクションスタジオを中心にして、著名YouTuberによる催し物が定期的に行われるイベントルーム、クリエイター講習会や研鑽会が開かれるワークショップルーム、全国から集まったYouTuberが互いに交流しながら制作に励めるよう開放されたコワーキングルーム、配信スタジオ、上映スクリーンルーム、メイクアップルーム、トレーニングジム、洗練されたカフェとラウンジなどが設置されている。表彰されたYouTuberに対する特典として無料で利用できる。
YouTubeスペースは世界各地の大都市にオープンされている。2012年7月のロンドンと11月のロサンゼルスを皮切りに、2013年2月15日に東京の六本木ヒルズにもオープンした。その後はニューヨーク、サンパウロ、リオデジャネイロ、ベルリン、パリ、ムンバイ、ドバイの7都市にオープンされて合計10スペースになった。これら常設スペースの他に期間限定のポップアップスペースも存在する。ポップアップスペースはこれまでにバンコク、マドリッド、メキシコシティの3都市でオープンされている。なお、東京のYouTubeスペースは2020年に六本木ヒルズから渋谷駅付近に移転予定である。

## バーチャルYouTuber（VTuber）
2017年ごろより、CGなどを用いて製作したキャラクターに声や動きを当てて、あたかもそのキャラクターがYouTuberとして振る舞っているように表現する動画が投稿されるようになった。こういった動画の投稿者はバーチャルYouTuberと称される。
CGキャラクターの作成には、「Live2D」などのソフトが使用される。キャラクターの制作は必要なものの、Live2Dにプリセットされたモーションなどを活用することにより、基本的なチャット用途であれば特に自分でモーションを作らなくても制作が可能となっている。

## 著名なYouTuber一覧
基本的には、以下のリンクを参照。
- YouTuberの一覧（英語版）
- 登録者数の多いYouTubeチャンネルの一覧
- 視聴回数の多いYouTubeチャンネルの一覧（英語版）

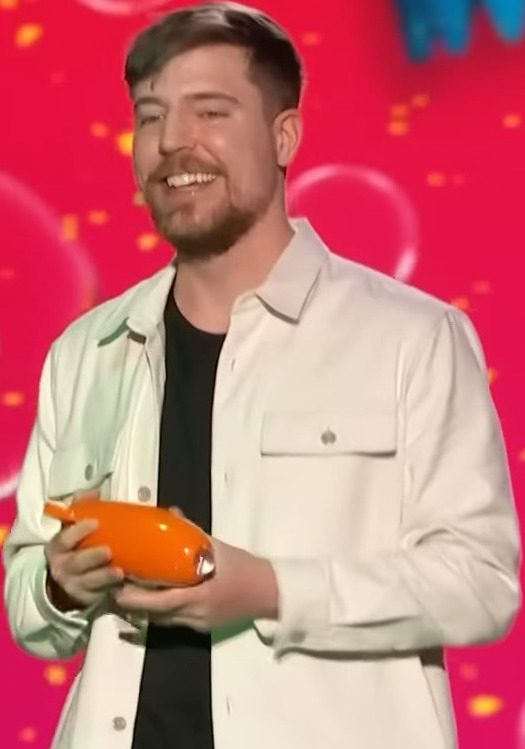
MrBeast（2023年) 登録者数組織世界最多を誇るYouTuber
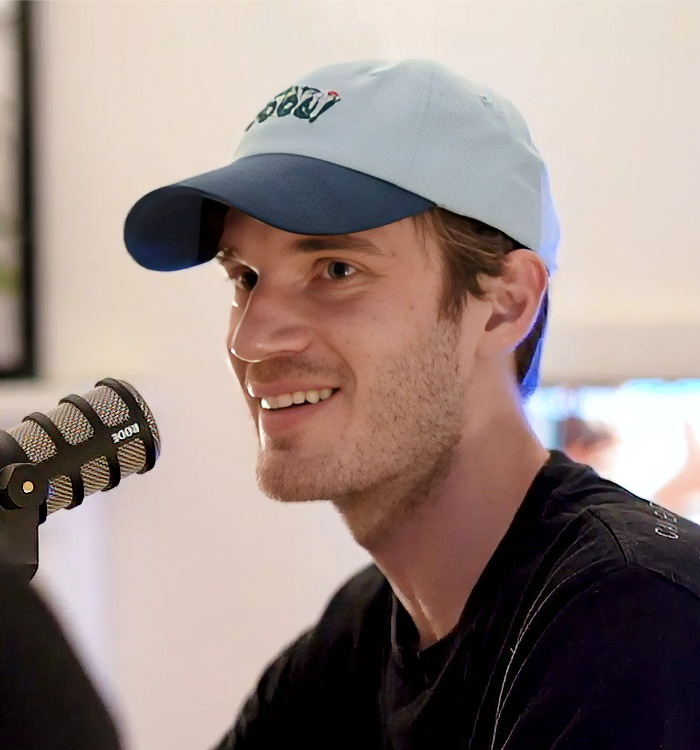
ピューディパイ（2019年）ゲームチャンネルの登録者数世界最多を誇る個人YouTuber

## 若年層への影響
日本ファイナンシャル・プランナーズ協会によると、日本の「小学生『将来なりたい職業』ランキングトップ10」で2016年（平成28年）まではランキング外だったが、2017年（平成29年）と2018年（平成30年）には6位にランクしており、子供が目指す職業としても人気が高くなっている（2019年以降は再びランク外）。立教大学の身体映像学科では大半がYouTuberに関連した職業に就き、放送業界に進んだのは1人という現象も起きている。
イギリスでも3人に1人の子供の憧れの職業になっている。大韓民国教育部発表の小学生のなりたい職業でも3位になり、就職情報サイト「サラムイン（사람인）」の調査では成年者の63%がYouTuberに挑戦する意向を示している。
マスメディアへの露出もあり、年収が数億から十数億円にも達する者や、独自に握手会などのイベントを開く者もいるが、ごく少数である。
政府でも若者への情報発信の手段として有効と捉えており、BUZZ MAFFのような公務員によるYouTuberも登場している。

## 問題点

### 迷惑系YouTuber
2010年代から、動画撮影のために迷惑行為・犯罪行為に走る「迷惑系」と呼ばれるYouTuberが増え、その存在が社会問題化していた。2020年には、日本で虚偽の被害届や行方不明者の消息を流すなど、ユーチューバーの過激化が進み、刑事事件に至るケースが相次いでいると報じられる。
ITジャーナリストの岡田有花は、迷惑系YouTuberの手法について、迷惑行為や不法行為を撮影した動画を視聴した人の批判を受けて「炎上」すれば、多数の視聴者を集めることができる可能性があるため、炎上商法の一種だと言えると解説している。
犯罪心理学者の桐生正幸はYouTuberの迷惑行為が刑事事件に至るケースについて「逮捕されることすら、視聴者の注目を得て動画再生数を伸ばす手段になっているかもしれない」と分析している。
ジャーナリストの佐々木俊尚は「どこまでの行為なら許されて、どこからは許されないのか、という基準をプラットフォーム側が明確にしていない」とユーチューブ側の問題点を指摘する。また、警察による見せしめ的な迷惑系YouTuberの取り締まり行為に対しては、「一罰百戒を狙っているのだろうが、行き過ぎた権力の介入が起きないよう、自律的に防いでいかなければいけない」と述べている。

#### 関連作品
- スプリー（英語版） - 究極の迷惑系YouTuberというべき男を主人公にしたスリラー調の作品[28]。
- 仮面ライダーリバイス - 2021年10月3日放送回に、迷惑系YouTuberを題材にしたと推測されるキャラクターが登場する[32]。

### 無思慮な動画
YouTuberは、YouTubeでの再生回数、チャンネル登録者数に伴った広告収入を得ている関係で、再生回数を稼ぐために無思慮な動画や過激な内容の動画を投稿したり、チャンネル登録者の斡旋や再生回数の水増しを行う業者に依頼をする者、動画の内容とは無関係なタグを使用する者もおり、社会問題にもなっている。
これらの過激な動画や不謹慎な動画に対し、YouTubeが提携を解除した例がある。2018年1月にローガン・ポールが、日本の山梨県の青木ヶ原樹海で自殺したとみられる遺体を発見し、ショックを受けつつも冗談を口にする等した様子を自身のYouTubeチャンネルで公開した。この行為に世界中から批判を受けたのみならず、YouTubeは「グーグル・プリファード」（YouTubeの人気チャンネルへ広告を出稿できるセールス枠）の対象であったポールのチャンネルをこれから除外した。のちにポールは謝罪動画を公開している。
日本においても2020年（令和2年）2月4日、はじめしゃちょーが全日空機雫石衝突事故の犠牲者を追悼する「慰霊の森」（現：森のしずく公園、岩手県雫石町）を「心霊スポット」として紹介する動画を投稿。「亡くなった人に失礼」などと視聴者からの批判が相次ぎ、動画を非公開化・謝罪する事態となっている。
2020年9月に逮捕された俳優が保釈された際、俳優にペットボトルを渡そうとして警察官に連行されたYouTuberのように、アクセス数を伸ばそうと看過できない行為を行う「迷惑系YouTuber」の存在も指摘されている。例としては、「凸」と称して登録者の多い有名YouTuberの自宅を特定し、アポなしでの撮影や強引なコラボ依頼を行う動画を投稿したり、スーパーの商品を精算前に食べ、後に窃盗容疑で逮捕されるといったケースが挙げられる。
社会的関心の高い事件・事故・訃報があった際など、衆目の集まりに便乗する形で当事者の感情を逆なでしたり、関係者を装ったりして注目を集める「不謹慎YouTuber」が問題になっている。亡くなった人物を侮辱するようなタイトルの動画は 「逆張り系」「不謹慎系」と呼ばれ、専門に扱う投稿者が少なくない。

### やらせ動画
ぼったくり店潜入取材など「社会の闇を暴く系」動画を多数公開してきたYouTuberが、他のYouTuberからやらせを暴露され、自身が公開してきた動画は全てやらせだったと告白したり、「大食い系」として活動してきたYouTuberが編集ミスで食物を吐き出す様子が映り込んでしまい炎上したり、ステルスマーケティングの発覚によりYouTuber以外の芸能活動にも影響した事例もみられている。
また、飼育放棄されたり危険な環境下にいるとされる動物・ペットを救助・保護し、その様子を撮影し動画をYouTube上で公開する「動物レスキュー動画」が2021年に入った頃から急増したが、それらの動画を視聴し「やらせではないか」と疑問を抱いた一部のYouTuber・YouTube視聴者の草の根の告発運動により、YouTubeの動画投稿のポリシー（規約）改定につながった。この改定により、日本国内でもある人気YouTuberがポリシー違反の「やらせ判定」を受けたという。

### 繰り返しの多いコンテンツの動画
YouTuberの中には文字や人工音声を使い、ニュースサイト・まとめサイトを無断でコピーした動画を収益化している者がおり、繰り返しの多いコンテンツとみなして2019年4月から5月ごろに除外されることになったが、これによってかオリジナルのコンテンツなどの人工音声を使って作成している一部のYouTuberが収益化無効とされた。

### 公務員の副業
現役の消防士が副業としてYouTuberをしていたために、地方公務員法違反で減給10分の1、1か月の懲戒処分が下されている事件も発生している。

### 企業への被害
登録者数や動画再生回数を不正に水増しする業者に依頼してさも人気のあるチャンネルであるかのように見せかけた悪質なYouTuberが、企業に案件を持ち掛けコラボするも後から問題が発覚して案件を出した企業が対応に追われるケースもある。YouTuberとのコラボに際して風評調査を怠る企業も見受けられるが注意が必要である。